# Grb Mestne občine Novo mesto
Grb Mestne občine Novo mesto je občinski svet Mestne občine Novo mesto z Odlokom o grbu in zastavi Mestne občine Novo mesto sprejel 15. julija 2004. Grb je sestavljen iz srebrnega podaljšanega ščita zrelo-gotskega stila in motiva na sredini. Na sredini grba je upodobljen ustanovitelj Novega mesta, nadvojvoda Rudolf IV. Habsburški s črnimi lasmi in brado, ki je oblečen v rdeč plašč, sedi pa na zlatem prestolu z visokim pravokotnim naslonjalom, postavljenem na zelena tla. Rudolf ima na plašču bel ovratnik in bele manšete, opasan pa ima črn pas z zlatim okrasjem. Na prsih nosi red zlatega runa. Na glavi ima rdeč nadvojvodski klobuk z belim nazobčanim robom. V desni roki drži modro državno jabolko, v levi pa zlato fevdno zastavo. 